# Aliso (revista)
Aliso (abreviado Aliso) es una revista ilustrada con descripciones botánicas editada en los Estados Unidos en Anaheim, Claremont. Comenzó su publicación el año 1948.
Es un revista científica que publica investigaciones originales de taxonomía y botánica evolutiva con un alcance en todo el mundo, pero con un enfoque particular en la florística del Oeste de los Estados Unidos. Aliso, fue publicada por primera vez en 1948, es la revista científica del Jardín Botánico Rancho Santa Ana. La revista se llama así por el sicómoro occidental, Platanus racemosa, que se conoce comúnmente por su nombre en español aliso .